# Киево-Печерский лицей № 171 «Лидер»
Ки́ево-Пече́рский лице́й № 171 «Ли́дер» — учреждение среднего образования в Киеве. Осуществляет углублённую подготовку школьников с 1 по 11 классы по естественно-научным, лингвистическим и гуманитарным дисциплинам.

## История лицея
Киево-Печерский лицей № 171 «Лидер» был основан в 1961 году Василием Елисеевичем Болдыревым как первая в Киеве школа исключительно для старшеклассников. В. Болдырев стал её первым директором. Первые два года школа функционировала в здании по адресу ул. Ивана Кудри, 22А, а с 1 сентября 1963 года школа находится в здании на ул. Лейпцигской, 11А.
С 1966 года школа стала общеобразовательной, появились младшие и средние классы, старшие классы с углубленным изучением математики и физики. Впервые на территории Украины В. Болдырев ввёл в 171-й школе ставки завучей по воспитательной работе, завучей по параллелям, кабинетную систему.
Создавший школу директор был отправлен на пенсию в 1974 году, после того, как преподаватель русского языка и литературы в школе № 171 Марк Исаакович Райгородецкий был задержан в квартире писателя и правозащитника Виктора Некрасовa с книгой Евгения Замятина и осуждён на два года колонии. Болдырев отказался дать по требованию органов своему сотруднику плохую характеристику и был вынужден уйти на пенсию. Новым директором школы стала Нина Фёдоровна Григоренко. В 1980 году в школе силами шефов ТЭЦ-5 была сделана пристройка к школе, где разместились библиотека, музей боевой славы, большой спортзал, а в 1986 году оснащен кабинет информатики.
В 1987 году школу возглавил Дмитрий Григорьевич Кравченко. Переустройству подверглась система управления и обучения. В 1990 году школу переименовали в бюджетно-ведомственную среднюю школу № 171, было возрождено историческое название «Киево-Печерская», которое сопровождало ряд учебных заведений Киева начиная со средних веков. 18 апреля 1991 года школа получила официальный статус лицея и имя «Лидер». С 1991 года в лицее ведётся научно-исследовательская работа над системой поддержки одарённых детей.
В июне 2017 года начата масштабная реконструкция здания лицея, предусматривающая демонтаж старого, находящегося в аварийном состоянии, строения. Проектом предполагается, что новое сооружение будет состоять из 5 корпусов (административного, лабораторного, творческого, учебного и физкультурно-спортивного) различной этажности (3–4 + подвал) и будет включать современные оснащённые учебные лаборатории, актовый зал, бассейн, зал для ритмики и хореографии, обсерваторию, оранжерею, теннисный корт и т. д. Изюминкой нового здания должен стать атриум.

## Лицей сегодня
Лицей «Лидер» представляет собой многопрофильное учебное заведение. Так, осуществляется допрофильная и профильная подготовка учеников по естественным, общественно-гуманитарным, художественным, экономическим дисциплинам, углубленно изучаются иностранные языки, информатика, математика.
После четвёртого класса начинается углубленное изучение предметов. Часть школьников начинают углубленно изучать английский язык, часть — математику.
После седьмого класса идёт распределение по специальностям: биология, география, химия, дизайн, иностранная лингвистика, информационные технологии, история, математика, физика, филология.
Лицей первым на территории Украины ввел систему обучения с помощью мультимедийных уроков.
У учеников 8-11 классов есть дополнительные уроки — технологическая школа, с последствующей сдачей проектов в конце года. Специальность техшколы зависит от профиля ученика и класса. В 2007-08 учебном году были введены спецкурсы — по субботам после четвёртого урока каждый ученик 8-11 классов идет на определенный факультатив, который сам для себя выбирает (математика, физика, химия, информатика или биология). Часто факультатив проводят выпускники лицея.
Сильной в лицее является математика, в число её преподавателей входили кавалеры ордена «За заслуги» народный учитель Украины Михаил Семёнович Якир и Заслуженный учитель Украины Виталий Борисович Полонский.
Начиная с середины 90-х, на Международную олимпиаду по математике от команды Украины каждый год попадает хотя бы один ученик «Лидера» (из 6 человек), а в 2000, −04, −07 годах — по три человека. Также в лицее в своё время учились по одному победителю Международных олимпиад по физике и биологии и трое — по информатике. Победителей же Всеукраинских олимпиад в «Лидере» по одной только математике, по подсчетам, около 300. Все они — ученики математических классов.
В 2010 году по результатам национального тестирования лицей попал в число украинских школ, учащиеся которых получили наибольшее количество наивысших баллов (200) по отдельным предметам. Таких оценок в лицее было 13 — второе место вслед за Украинским гуманитарным лицеем Киевского Национального университета.

## Успехи учеников лицея в международных олимпиадах
С 1992/93 по 2020/21 учебные годы 44 ученика лицея завоевали 58 медалей (14 золотых, 22 серебряных, 22 бронзовые) на международных ученических олимпиадах по восьми предметам (астрономия и астрофизика — 1, биология — 2, география — 1, информатика — 6, лингвистика — 5, математика — 37, физика — 4, химия — 2).
| Год   | Золото                                                 | Серебро                                                         | Бронза                                                                        | Всего |
| ----- | ------------------------------------------------------ | --------------------------------------------------------------- | ----------------------------------------------------------------------------- | ----- |
| 1993  | —                                                      | Дудко Д. (математика)                                           | —                                                                             | 1     |
| 1994  | —                                                      | —                                                               | —                                                                             | 0     |
| 1995  | —                                                      | —                                                               | —                                                                             | 0     |
| 1996  | —                                                      | —                                                               | Конишевский А. (математика)                                                   | 1     |
| 1997  | —                                                      | —                                                               | —                                                                             | 0     |
| 1998  | —                                                      | Меллит А. (математика) Торба С. (математика)                    | —                                                                             | 2     |
| 1999  | Федорчук М. (математика)                               | —                                                               | —                                                                             | 1     |
| 2000  | Федорчук М. (математика) Цыцура П. (математика)        | Кравченко А. (математика)                                       | —                                                                             | 3     |
| 2001  | —                                                      | Волошин Д. (математика)                                         | —                                                                             | 1     |
| 2002  | Рыбак А. (математика)                                  | —                                                               | —                                                                             | 1     |
| 2003  | —                                                      | —                                                               | Добровольская Г. (математика) Зновьяк Ю. (информатика) Махлинец С. (биология) | 3     |
| 2004  | Добровольская Г. (математика)                          | Кузнецов В. (математика) Челноков В. (математика)               | Зновьяк Ю. (информатика)                                                      | 4     |
| 2005  | Зновьяк Ю. (информатика)                               | Кузнецов В. (математика) Мысак Д. (информатика)                 | Кравец А. (математика)                                                        | 4     |
| 2006  | —                                                      | —                                                               | Радченко Д. (математика)                                                      | 1     |
| 2007  | Радченко Д. (математика)                               | Богданский В. (математика)                                      | Бондаренко К. (физика) Шишацкий Ю. (математика)                               | 4     |
| 2008  | Шишацкий Ю. (математика)                               | —                                                               | Могильный С. (информатика) Семикина Ю. (математика)                           | 3     |
| 2009  | Веклич Б. (математика) Твердохлеб Я. (информатика)     | —                                                               | Кудла И. (математика)                                                         | 3     |
| 2010  | Веклич Б. (математика)                                 | Рыбалка Д. (физика) Чёрный М. (математика)                      | —                                                                             | 3     |
| 2011  | —                                                      | Топоров Ю. (география)                                          | Кивва Б. (математика) Руденко А. (математика)                                 | 3     |
| 2012  | —                                                      | Быков В. (физика) Кивва Б. (математика) Руденко А. (математика) | —                                                                             | 3     |
| 2013  | —                                                      | —                                                               | Рязанов А. (математика)                                                       | 1     |
| 2014  | —                                                      | Мелентьева А. (лингвистика) Хотяинцева Н. (математика)          | —                                                                             | 2     |
| 2015  | Мелентьева А. (лингвистика) Хотяинцева Н. (математика) | Алёхина А. (математика) Олексиюк И. (лингвистика)               | Алёхина А. (лингвистика)                                                      | 5     |
| 2016  | —                                                      | Бондаренко Д. (химия)                                           | Кивва Я. (математика)                                                         | 2     |
| 2017  | —                                                      | —                                                               | Иванчик Г. (математика) Семкив Н. (лингвистика)                               | 2     |
| 2018  | —                                                      | —                                                               | —                                                                             | 0     |
| 2019  | —                                                      | Голлендер М. (биология)                                         | Цысин М. (физика) Цысин М. (астрономия/астрофизика)                           | 3     |
| 2020  | —                                                      | —                                                               | —                                                                             | 0     |
| 2021  | Наумец З. (математика)                                 | —                                                               | Холомеев И. (химия)                                                           | 2     |
| Всего | 14                                                     | 22                                                              | 22                                                                            | 58    |

## Внутренние праздники
Основным внутренним праздником является День Лицея (начиная с 2007-08 учебного года — школьная ярмарка). Каждый год составляется новый сценарий праздника. В праздновании принимают участие и учителя, и ученики, и родители.
Учебный год всегда начинается с туристического слета всей школы "Туриада".
Также внутренними праздниками можно назвать тематические недели (то есть неделя физики, неделя информатики и т. д.). Такие недели заканчиваются олимпиадами или играми, тематика которых соответствует тематике недели.
В школе проводится КВН (для старших классов) и фестиваль «Зоряне сяйво» (для младшей школы). Хотя в 2006—2007 учебном году вместо КВНа был проведен Камеди Клаб.
Также в мае лицей проводит ежегодно Киевский Международный математический фестиваль.
Каждый год в лицее проводиться "Собрание ООН", оно включает в себя ''ООН Юниор" для 5-7 классов и "ООН" для 7-11 классов. Каждый класс выбирает по своей стране и представляет свою страну на собраниях комитетов. Собрание включает в себя "Церемонию открытия" на которой присутствуют консулы разных стран включая США. После нее участники расходятся по нескольким комитетам и предлагают разные способы решения поставленной проблемы. Вы можете выбрать один комитет из списка - "Комитет по борьбе с терроризмом", "Комитет по финансовым проблемам",                      "Комитет по утилизации ядерных отходов" и "Комитет по гуманитарной помощи" (каждый год один или два комитета могут поменяться). Все заседание ООН проводиться на английском языке.

## Символика лицея
В 1995 году была внедрена символика лицея: флаг, герб, эмблема и гимн, которые, согласно официальному сайту учреждения, «содействуют национальному воспитанию лицеистов, возрождению вековых традиций украинского народа». Основным объектом в эмблеме является буква М:
- Буква символизирует математический уклон учебного заведения
- Символ образованный двумя буквами Л — Лицей Лидер[8]

В лицее введена школьная форма